# John Buttigieg
John Buttigieg (Sliema, 5 oktober 1963) is een voormalig profvoetballer uit Malta, die speelde als verdediger gedurende zijn carrière. Hij sloot zijn loopbaan in 2002 af bij de Maltese club Valletta FC, en stapte nadien het trainersvak in.

## Interlandcarrière
Buttigieg speelde 95 interlands voor de Maltese nationale ploeg, en scoorde één keer voor zijn vaderland in de periode 1984-2000. Onder leiding van de pas aangestelde Bulgaarse bondscoach Gencho Dobrev maakte hij zijn debuut op 23 mei 1984 in het WK-kwalificatieduel tegen Zweden (4-0 nederlaag), net als Alfred Azzopardi, Raymond Mifsud, Raymond Vella, Charlie Muscat, Joseph Gatt, Stephen Theuma en Joseph Borg.
| Interlanddoelpunt | Interlanddoelpunt | Interlanddoelpunt | Interlanddoelpunt    | Interlanddoelpunt | Interlanddoelpunt | Interlanddoelpunt | Interlanddoelpunt |
| #                 | Datum             | Locatie           | Wedstrijd            | Goal(s)           | Score             | Uitslag           | Wedstrijd         |
| ----------------- | ----------------- | ----------------- | -------------------- | ----------------- | ----------------- | ----------------- | ----------------- |
| 1                 | 06/02/2000        | Ta' Qali          | Malta – Azerbeidzjan | 31'               | 1 – 0             | 3 – 0             | Malta Toernooi    |

## Trainerscarrière
Sinds de zomer van 2009 was Buttigieg bondscoach van het Maltees voetbalelftal, nadat hij de Tsjech Dušan Fitzel was opgevolgd. Buttigieg werd geassisteerd door zijn voormalige ploeggenoot Carmel Busuttil. In 2011 moest hij na 21 duels (twee zeges, drie gelijke spelen en zestien nederlagen) opstappen als bondscoach. Hij werd opgevolgd door interim-bondscoach Robert Gatt.
| Interlands Malta onder leiding van John Buttigieg | Interlands Malta onder leiding van John Buttigieg | Interlands Malta onder leiding van John Buttigieg | Interlands Malta onder leiding van John Buttigieg | Interlands Malta onder leiding van John Buttigieg |
| №                                                 | Datum                                             | Wedstrijd                                         | Uitslag                                           | Competitie                                        |
| ------------------------------------------------- | ------------------------------------------------- | ------------------------------------------------- | ------------------------------------------------- | ------------------------------------------------- |
| 1                                                 | 12 augustus 2009                                  | Malta – Georgië                                   | 2 − 0                                             | Oefeninterland                                    |
| 2                                                 | 4 september 2009                                  | Malta – Kaapverdië                                | 0 − 2                                             | Oefeninterland                                    |
| 3                                                 | 9 september 2009                                  | Malta – Zweden                                    | 0 − 1                                             | WK-kwalificatie                                   |
| 4                                                 | 10 oktober 2009                                   | Angola – Malta                                    | 2 − 1                                             | Oefeninterland                                    |
| 5                                                 | 14 oktober 2009                                   | Portugal – Malta                                  | 4 − 0                                             | WK-kwalificatie                                   |
| 6                                                 | 18 november 2009                                  | Malta – Bulgarije                                 | 1 − 4                                             | Oefeninterland                                    |
| 7                                                 | 3 maart 2010                                      | Malta – Finland                                   | 1 − 2                                             | Oefeninterland                                    |
| 8                                                 | 13 mei 2010                                       | Duitsland – Malta                                 | 3 − 0                                             | Oefeninterland                                    |
| 9                                                 | 11 augustus 2010                                  | Malta – Macedonië                                 | 1 − 1                                             | Oefeninterland                                    |
| 10                                                | 2 september 2010                                  | Israël – Malta                                    | 3 − 1                                             | EK-kwalificatie                                   |
| 11                                                | 7 september 2010                                  | Malta – Letland                                   | 0 − 2                                             | EK-kwalificatie                                   |
| 12                                                | 8 oktober 2010                                    | Georgië – Malta                                   | 1 − 0                                             | EK-kwalificatie                                   |
| 13                                                | 17 november 2010                                  | Kroatië – Malta                                   | 3 − 0                                             | EK-kwalificatie                                   |
| 14                                                | 9 februari 2011                                   | Malta – Zwitserland                               | 0 − 0                                             | Oefeninterland                                    |
| 15                                                | 26 maart 2011                                     | Malta – Griekenland                               | 0 − 1                                             | EK-kwalificatie                                   |
| 16                                                | 4 juni 2011                                       | Griekenland – Malta                               | 3 − 1                                             | EK-kwalificatie                                   |
| 17                                                | 10 augustus 2011                                  | Malta – Centr.-Afrik. Rep.                        | 2 − 1                                             | Oefeninterland                                    |
| 18                                                | 2 september 2011                                  | Malta – Kroatië                                   | 1 − 3                                             | EK-kwalificatie                                   |
| 19                                                | 6 september 2011                                  | Malta – Georgië                                   | 1 − 1                                             | EK-kwalificatie                                   |
| 20                                                | 7 oktober 2011                                    | Letland – Malta                                   | 2 − 0                                             | EK-kwalificatie                                   |
| 21                                                | 11 oktober 2011                                   | Malta – Israël                                    | 0 − 2                                             | EK-kwalificatie                                   |